# II. třída okresu Brno-venkov 2003/2004
V soubojích fotbalové II. třídy okresu Brno-venkov 2003/2004, jedné ze skupin 8. nejvyšší fotbalové soutěže, se utkalo 14 týmů dvoukolovým systémem podzim – jaro. Tento ročník skončil v červnu 2004. Postup do I. B třídy Jihomoravského kraje 2004/2005 si zajistil vítězný tým FK Střelice. Do III. třídy okresu Brno-venkov 2004/2005 sestoupil poslední tým FK Pojihlavan Kupařovice a spolu s ním i tým Podolí u Brna. 

## Výsledná tabulka
| Poř. | Tým                      | Z  | V  | R | P  | VG | OG | B  |
| ---- | ------------------------ | -- | -- | - | -- | -- | -- | -- |
| 1.   | FK Střelice              | 26 | 15 | 6 | 5  | 57 | 35 | 61 |
| 2.   | SK Moutnice              | 26 | 13 | 8 | 5  | 55 | 34 | 47 |
| 3.   | SK Vojkovice             | 26 | 14 | 4 | 8  | 65 | 60 | 46 |
| 4.   | Sokol Modřice            | 26 | 13 | 6 | 7  | 64 | 43 | 45 |
| 5.   | FC Slovan Rosice „B“     | 26 | 12 | 4 | 10 | 48 | 51 | 40 |
| 6.   | SK Měnín                 | 26 | 12 | 3 | 11 | 68 | 58 | 39 |
| 7.   | SK Říčany                | 26 | 12 | 3 | 11 | 55 | 40 | 39 |
| 8.   | SK Šlapanice „B“         | 26 | 10 | 5 | 11 | 47 | 35 | 35 |
| 9.   | TJ Viktoria Želešice     | 26 | 11 | 2 | 13 | 44 | 63 | 35 |
| 10.  | Sokol Zbraslav           | 26 | 10 | 3 | 13 | 34 | 41 | 33 |
| 11.  | FK Ořechov               | 26 | 8  | 5 | 13 | 40 | 48 | 29 |
| 12.  | Podolí u Brna            | 26 | 7  | 5 | 14 | 38 | 45 | 26 |
| 13.  | TJ Sokol Opatovice       | 26 | 5  | 9 | 12 | 33 | 56 | 24 |
| 14.  | FK Pojihlavan Kupařovice | 26 | 6  | 5 | 15 | 36 | 72 | 23 |

Poznámky:
- Z = Odehrané zápasy; V = Vítězství; R = Remízy; P = Prohry; VG = Vstřelené góly; OG = Obdržené góly; B = Body; (S) = Mužstvo sestoupivší z vyšší soutěže; (N) = Mužstvo postoupivší z nižší soutěže (nováček)

|  | Postup do I. B třídy Jihomoravského kraje 2004/2005 |
|  | Sestup do III. třídy okresu Brno-venkov 2004/2005   |